# Рыдоложь (озеро)
Рыдоложь (также Гусевское) — озеро в юго-западной части Пестовского района (Устюцкое сельское поселение) на северо-востоке Новгородской области, к востоку от озера Меглино.
Площадь озера составляет 2,3 км², площадь водосбора — 186 км². Высота над уровнем моря — 145,3 м. Общая длина озера до 6 км, ширина в северной части достигает 700 м.
Водоём имеет вытянутую форму, ориентированную с юго-запада на северо-восток. Берега относительно высокие, заболоченные на юго-западе, при впадении реки Поросла. На берегах расположены населённые пункты: Нефедьево и Борки (на северо-востоке), Гусево (на востоке) и Бор (на юго-западе). На озере несколько некрупных островов. На юго-западе впадает река Поросла, на севере — ручей Коневик. На северо-востоке вытекает река Рыдоложь, относящаяся к бассейну Рыбинского водохранилища.